# Nußdorf am Attersee
Nußdorf am Attersee osztrák község Felső-Ausztria Vöcklabrucki járásában. 2018 januárjában 1128 lakosa volt.

## Elhelyezkedése

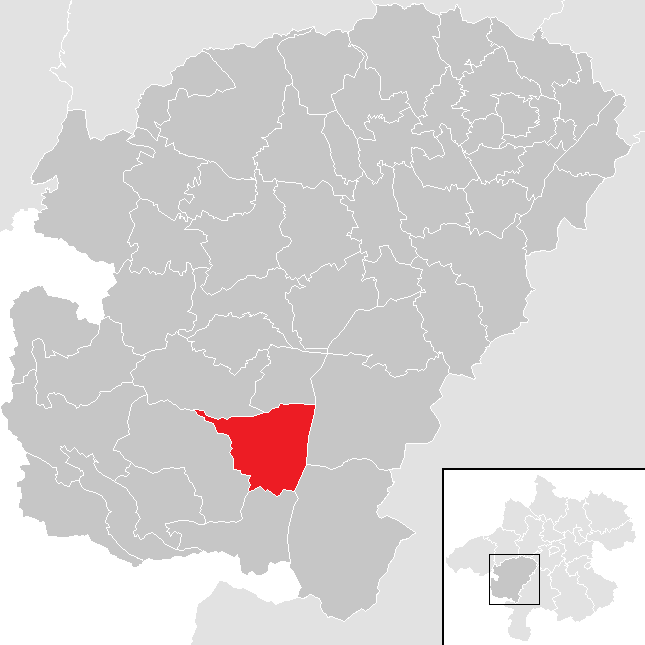
Nußdorf am Attersee a Vöcklabrucki járásban

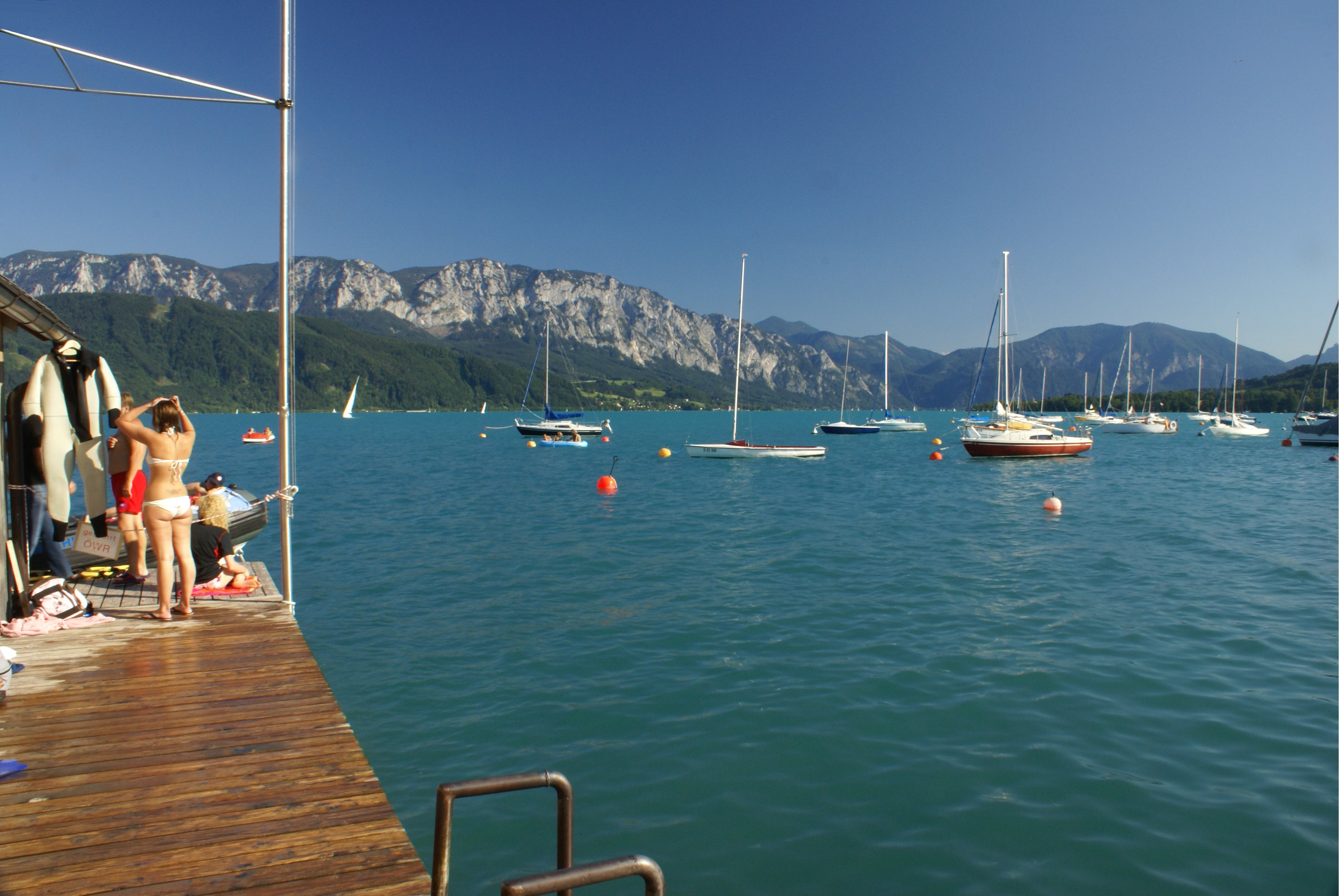
Az Attersee Nußdorfnál

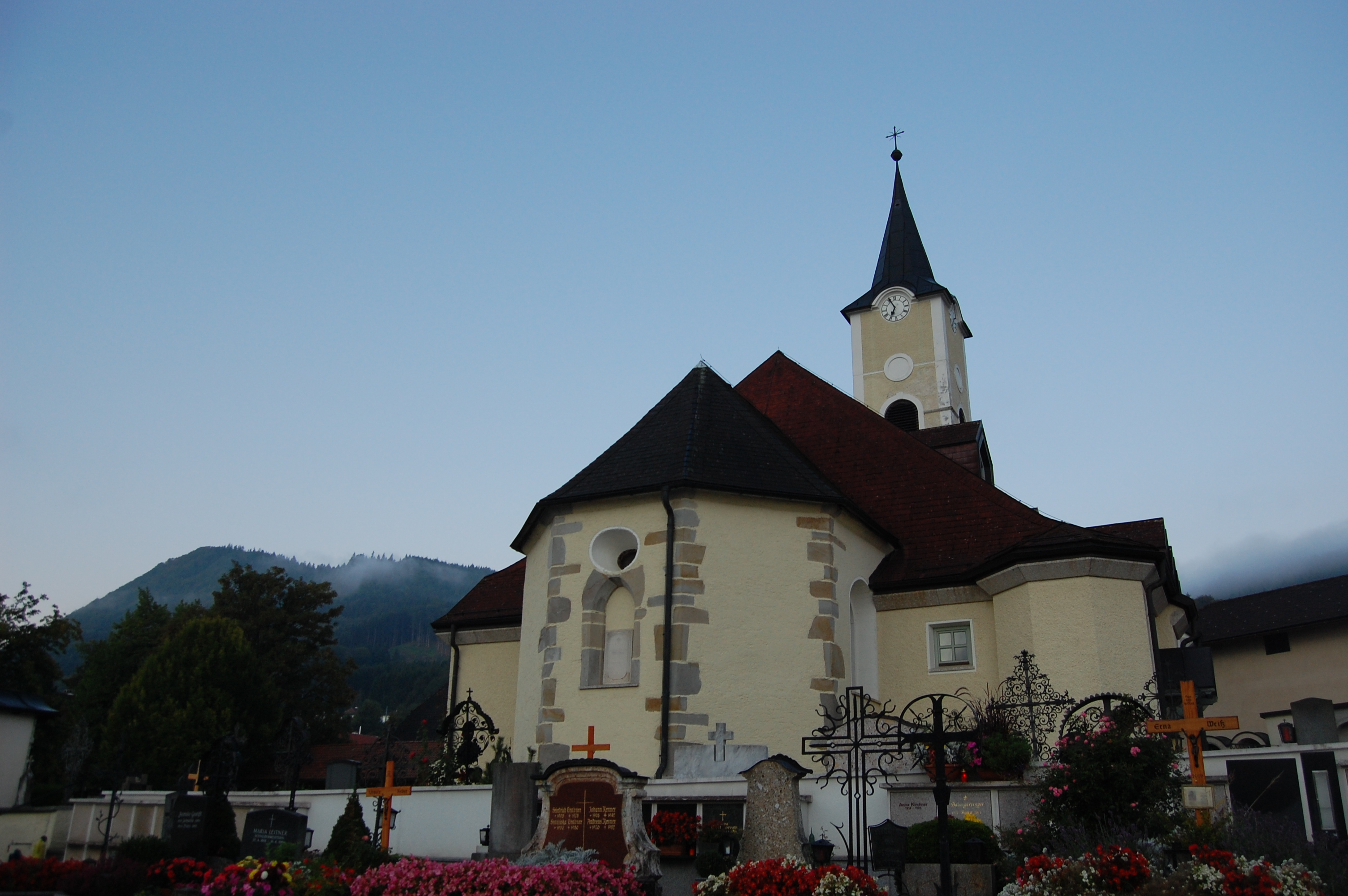
A Szt. Móric-plébániatemplom

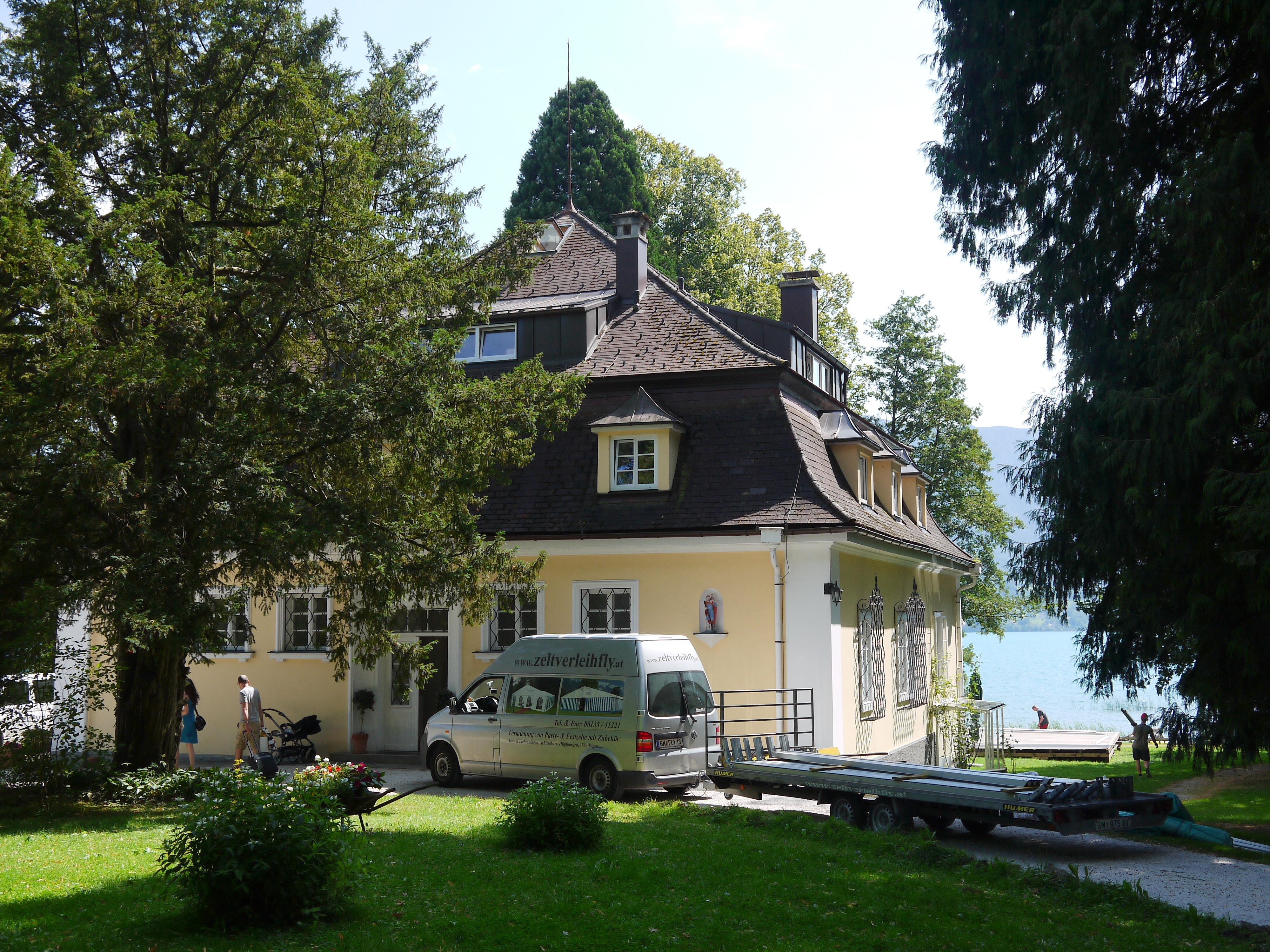
A Ransonnet-villa

Nußdorf am Attersee Felső-Ausztria Hausruckviertel régiójában helyezkedik el, az Attersee nyugati partján. Területének 44,3%-a erdő, 23,8% áll mezőgazdasági művelés alatt. Legmagasabb pontja a Roßmoos (1015 m). Az önkormányzat 10 településrészt és falut egyesít: Aich (151 lakos 2018-ban), Aichereben (71), Dexelbach (9), Lichtenbuch (76), Limberg (39), Nußdorf am Attersee (557), Parschallen (113), Reith (26), Streit (25) és Zell (61). 
A környező önkormányzatok: északon Attersee am Attersee, északkeleten Weyregg am Attersee, délkeleten Steinbach am Attersee, délen Unterach am Attersee, délnyugaton Oberwang, északnyugaton Straß im Attergau. 

## Története
Az újkőkorban, i.e. 37770 körül a cölöpházas kultúra telepedett meg a mai község területén, a tó partján. A római időkből egy ház falazata maradt meg. A népvándorlás során a térségbe bajorok költöztek, feltételezések szerint kb. 600-tól már állt egy kis település a mai község területén. Ebből a korból egy nő csontvázát tárták fel. A mondseei apátság 748-as alapítólevelében már megemlítik Reith és Zell helyneveket, bár Nußdorf első említésére csak 1190-ben került sor. Lakosai az 1020-ban alapított traunkircheni apácazárdának tartoztak adóikkal és robotjukkal. Az egyházközség feltehetően a 14. században vált önállóvá, ám a reformáció során, amikor a lakosság többsége protestánssá lett, a katolikus plébániát megszüntették. Az ellenreformáció során a traunkircheni jezsuiták tartottak fenn egy imaházat, de a községnek 200 éven át nem volt katolikus temploma, egészen II. József 1783-as egyházreformjáig, amely helyreállította a nußdorfi egyházközséget. Bár a lakosság többségét az ellenreformáció alatt visszatérítették katolikussá, a protestánsok aránya osztrák viszonylatban ma is magasnak számít. 
A lakosság elsősorban mezőgazdaságból és halászatból élt; emellett 1450-ben említés történt egy cserzőműhelyről, a patakok mentén pedig fűrészmalmokat állítottak fel. A fakitermelés mindig is fontos jövedelmi forrásnak számított, a fát a Salzkammergut sóbányáiban használták fel a sófőzéshez. A 19. században a nußdorfi fűrészáru Bécsbe és Budapestre is eljutott. 1857-ben egy tűzvészben 14 ház, köztük a paplak, elpusztult. 
A 19. század második felében kezdett fellendülni az idegenforgalom. A századforulón több villa épült a községben, közülük legszebbek a Latzel-villa és Ransonnet-villa.

## Lakosság
A Nußdorf am Attersee-i önkormányzat területén 2018 januárjában 1128 fő élt. A lakosságszám 1980 óta 1100 körül stagnál. 2015-ben a helybeliek 90,8%-a volt osztrák állampolgár; a külföldiek közül 5% a régi (2004 előtti), 1,7% az új EU-tagállamokból érkezett. 1,7% a volt Jugoszlávia (Szlovénia és Horvátország nélkül) vagy Törökország, 0,8% egyéb országok polgára. 2001-ben a lakosok 78,5%-a római katolikusnak, 12,3% evangélikusnak, 2,3% mohamedánnak, 5,1% pedig felekezeten kívülinek vallotta magát. Ugyanekkor egy magyar élt a községben. 

## Látnivalók
- a Ransonnet-villát 1873-ban építtette báró Eugen von Ransonnet-Villez tengerésztiszt, író, festő, természetkutató. Lánya a linzi püspökségre hagyta az épületet, amely papi szemináriumot rendezett be benne.
- a Szt. Móric-plébániatemplom Madonna-festményének modelljéül a debreceni, zsidó származású Emma Adler szolgált, aki Victor Adler szociáldemokrata vezető felesége volt.
- az egy km úthosszúságú kalandpark
- 17. századi malomépület

## Fordítás
- Ez a szócikk részben vagy egészben  a   Nußdorf am Attersee című német Wikipédia-szócikk ezen változatának fordításán alapul.  Az eredeti cikk szerkesztőit annak laptörténete sorolja fel. Ez a jelzés csupán a megfogalmazás eredetét és a szerzői jogokat jelzi, nem szolgál a cikkben szereplő információk forrásmegjelöléseként.